# Luiz Carlos Vieira
 Luiz Carlos Vieira Junior (São Leopoldo, Río Grande del Sur; 27 de julio de 1982) es un futbolista profesional brasileño, se desempeña en el terreno de juego como mediocampista y su actual equipo es el Brasil de Farroupilha del Campeonato Brasileño de Serie C.

## Clubes
| Club                             | País      | Año           |
| -------------------------------- | --------- | ------------- |
| Sport Club Internacional         | Brasil    | 2000 - 2003   |
| Esporte Clube Noroeste           | Brasil    | 2004 - 2005   |
| Sampaio Corrêa                   | Brasil    | 2006          |
| Al-Nasr SC                       | Kuwait    | 2007          |
| Club Blooming                    | Bolivia   | 2008 - 2010   |
| Club San José                    | Bolivia   | 2011 - 2012   |
| Esporte Clube Novo Hamburgo      | Brasil    | 2012 - 2013   |
| Boavista Sport Club              | Brasil    | 2013 - 2014   |
| Grêmio Esportivo Gloria          | Brasil    | 2014 - 2015   |
| South China Athletic Association | Hong Kong | 2015-2017     |
| Esporte Clube São Luiz           | Brasil    | 2018-2019     |
| Clube Esportivo Aimoré           | Brasil    | 2019-2020     |
| Brasil de Farroupilha            | Brasil    | 2021-presente |